# Eristalinus myiatropinus
Eristalinus myiatropinus là một loài ruồi trong họ Ruồi giả ong (Syrphidae). Loài này được Speiser mô tả khoa học đầu tiên năm 1910. Eristalinus myiatropinus phân bố ở vùng Châu Phi